# Cuadrilla de Salvatierra
Cuadrilla de Salvatierra ou Aguraingo Kuadrila en basque est une comarque dans la province Alava de la Communauté autonome basque en Espagne.

## Communes
Alegría-Dulantzi, Asparrena, Barrundia, Elburgo-Burgelu, San Millán-Donemiliaga, Iruraiz-Gauna, Salvatierra-Agurain, Zalduondo.
| # | Municipalité             | Alcalde                            | Parti politique                 | Population | % Population | Territoire km² |
| - | ------------------------ | ---------------------------------- | ------------------------------- | ---------- | ------------ | -------------- |
| 1 | Alegría-Dulantzi         | Félix Bengoa Ibáñez de Garaio      | PNV                             | 2.125      | 20,5         | 19,9           |
| 2 | Asparrena                | Diego Xavier Gastañares Zabaleta   | Aralar                          | 1.581      | 15,3         | 65,2           |
| 3 | Barrundia                | José Félix Uriarte Uriarte         | PNV                             | 755        | 7,3          | 97,5           |
| 4 | Elburgo-Burgelu          | MªNatividad López de Munain Alzola | PNV                             | 453        | 4,4          | 32,1           |
| 5 | Iruraiz-Gauna            | Fernando Pérez de Onraita Ortiz    | PNV                             | 506        | 4,7          | 47,1           |
| 6 | Salvatierra-Agurain      | Iñaki Beraza Zufiaur               | Agurain Guztion Artean (Indep.) | 4.096      | 39,5         | 37,8           |
| 7 | San Millán-Donemiliaga   | María del Carmen Liñares Filloy    | PNV                             | 721        | 6,9          | 85,4           |
| 8 | Zalduondo                | Eduardo Ribaguda Kañas             | PNV                             | 162        | 1,6          | 12,0           |
|   | Cuadrilla de Salvatierra |                                    |                                 | 10.381     | 100          | 397,0          |